# Cortes de Guimarães de 1288
As Cortes de Guimarães de 1288 ocorreram em Guimarães. Com a participação dos três estados do Reino de Portugal, vão dar origem às inquirições gerais que D. Dinis ordena por carta de 13 de Julho desse ano, nomeando como componentes da comissão de inquérito (alçada) o prior da Costa, Gonçalo Rodrigues da Moreira e Domingos Pais de Braga, todos três procuradores do clero, nobreza e povo. O pedido de inquirições já anteriormente fora feito, em cortes reunidas em Lisboa.